# 白石あや
白石 あや（しらいし あや、1983年3月14日 - ）は、日本のAV女優。東京都出身。

## 略歴
2003年に『夢色のメッセージ』でAVデビュー。

## 作品

### アダルトビデオ
- 夢色のメッセージ（2003年12月18日、クリスタル映像）
- ジラさないでね（2004年1月15日、クリスタル映像）
- 妹だってシテ欲しい（2004年2月21日、クリスタル映像）
- M女玩具（2004年3月11日、クリスタル映像）
- NURSE24 密着!! 清純派ナースセクハラ24時間（2004年4月15日、MOODYZ）
- 白石あや Re-MIXスペシャル（2004年4月23日、クリスタル映像）初期4作品のカップリング作品
- 羞恥・調教・飼育 アナタ好みの女になります（2004年5月15日、MOODYZ）
- ドリームウーマン DREAM WOMAN VOL.34（2004年6月15日、MOODYZ）
- あやのお仕事（2004年7月2日、プレステージ）
- 牝犬実習生 M恥女の悦楽（2005年7月29日、シネマジック）
- 強淫凌辱 7（2004年8月20日、プレステージ）
- リアル強制監禁（2005年8月26日、シネマジック）
- 女子校生集団痴漢バス（2004年12月10日、TMA）共演:宮地奈々、水谷つかさ、なごりゆき
- 恥感少女（2005年1月21日、GLAY'z）
- 攻略異常性愛（2005年2月18日、GLAY'z）
- 制服着たままFUCK 2（2005年10月28日、TMA）他多数出演
- M恥女の悦楽（2005年11月25日、シネマジック）「牝犬実習生 M恥女の悦楽」、「リアル強制監禁」のカップリングDVD化作品
- 32人の乳もみインタビュー 4時間（2007年8月10日、TMA）他多数出演

### イメージビデオ
- NUDE（2004年3月12日、日本メディアサプライ）

### オリジナルビデオ
- 脱皮ワイフ（2005年4月15日、フルメディア）…共演:時任歩、miko、小沢和義

### 写真集
- 美熱（2004年3月、MCプレス）